# Midhət Abasov
Midhət Teymur oğlu Abasov, ros. Митат Теймур оглы Абасов, Mitat Tejmur ogły Abasow (ur. 31 lipca 1926 w Baku, zm. 23 kwietnia 2012 tamże) – azerski uczony, członek korespondent Akademii Nauk ZSRR od 1984 roku , akademik Akademii Nauk Azerbejdżańskiej SRR od 1980 roku. 

## Życiorys
Absolwent Bakijskiego Instytutu Przemysłowego w 1949 roku. Od 1951 roku uczestniczył w ekspedycji naftowej Akademii Nauk Azerbejdżańskiej SRR, następnie kierował laboratorium i był zastępcą dyrektora Azerbejdżańskiego Instytutu Naukowo-Badawczego do spraw wydobycia ropy naftowej. 
Napisał prace z dziedziny eksploatacji pól naftowych i złóż gazu .
Odznaczony Orderem Czerwonego Sztandaru Pracy, Dyplomem Uznania Rady Najwyższej ZSRR, tytułami Zasłużonego Pracownika Naukowego Azerbejdżanu, Honorowego Nafciarza ZSRR, Honorowego Pracownika Przemysłu Gazowego ZSRR i Wynalazcy ZSRR, a także laureat Azerbejdżańskiej Nagrody Państwowej i Nagrody im. akademika I.M. Gubkina.